# Линдблум, Оскар
Оскар Линдблум (швед. Oskar Lindblom; род. 15 августа 1996, Евле) — шведский хоккеист, нападающий клуба «Сан-Хосе Шаркс» и сборной Швеции по хоккею.

## Карьера

### Клубная
На драфте НХЛ 2014 года был выбран в 5-м раунде под общим 138-м номером клубом «Филадельфия Флайерз». Он продолжил карьеру на родине, играя за «Брюнес»; по итогам сезона 2016/2017 он был назван форвардом года.
30 мая 2017 года подписал с «Флайерз» трёхлетний контракт новичка и был переведён в фарм-клуб «Лихай Вэлли Фантомс». Дебютировал в НХЛ 21 февраля 2018 года в матче с «Монреаль Канадиенс», который «Филадельфия» выиграла в овертайме со счётом 3:2. 19 марта в матче с «Вашингтон Кэпиталз» забросил свою первую шайбу в НХЛ, а «Флайерз» победили со счётом 6:3.
22 июля 2020 года подписал с «Филадельфией» новый трёхлетний контракт. Пройдя курс химиотерапии, 3 сентября вернулся на лёд и помог «Филадельфии» победить в овертайме (5:4) в 6-м матче серии с «Нью-Йорк Айлендерс».
В июне 2021 он получил награду Билл Мастертон Трофи.
13 июля 2022 года подписал двухлетний контракт с клубом «Сан-Хосе Шаркс».

### Международная
Играл за юниорскую сборную на ЮЧМ-2013 и ЮЧМ-2014, на двух турнирах шведы остались без медалей.
В составе молодёжной сборной играл на МЧМ-2015 и МЧМ-2016. В 2015 году он был вторым бомбардиром команды, но шведы на двух турнирах остались без медалей, проигрывая дважды матчи за 3-е место.
Играл за сборной Швеции на ЧМ-2019; на турнире забросил 3 шайбы. Шведы вылетели в 1/4 финала, проиграв в овертайме со счётом 5:4 будущим чемпионам мира — сборной Финляндии.

## Заболевание
13 декабря 2019 года у него была обнаружена саркома Юинга. 2 июля 2020 года хоккеист завершил курс химиотерапии. По итогам сезона он был номинирован на «Билл Мастертон Трофи», но награду получил Бобби Райан.